# Jan Reifenberg
Jan Georg Reifenberg (* 2. Mai 1923 in Frankfurt am Main; † 23. Dezember 2014 in Bergisch Gladbach) war  ein deutscher Journalist.

## Werdegang
Reifenberg war Sohn von Benno Reifenberg (1892–1970), dem Mitherausgeber der Frankfurter Allgemeinen Zeitung und der Schriftstellerin Maryla Reifenberg (1892–1981). Er studierte in Freiburg und Frankfurt und promovierte 1950 an der Naturwissenschaftlich-mathematischen Fakultät der Universität Freiburg mit einer Dissertation über Siedlung im tibetischen Hochland. Grundlagen und Erscheinungsformen, geographisch betrachtet zum Dr. rer. nat.
Danach schlug er die Laufbahn seines Vaters ein und berichtete für die Frankfurter Allgemeine Zeitung als Korrespondent in Washington (1954–65 und 1972–84) und Paris (1965–72). Von 1984 bis 1990 war er diplomatischer Korrespondent der Zeitung in Brüssel.

## Ehrungen
- 1978: Verdienstkreuz 1. Klasse der Bundesrepublik Deutschland[4]
- 1983: Großes Verdienstkreuz der Bundesrepublik Deutschland